# 格鬥野郎 Fighting Game Creator
《格鬥野郎 Fighting Game Creator》，是一款2000年2月17日販售的日本PlayStation用2D對戰格鬥類型電玩遊戲，INCREMENT P、OUTBACK、D·A·S·T共同開發，發行由INCREMENT P負責。
2010年1月27日由遊戲檔案館（PlayStation Portable／PlayStation 3）發佈。

## 遊戲系統
《格鬥野郎 Fighting Game Creator》是一部除了可以操作一開始登場的下面7位角色之外，玩家也可以自行將其角色招式重新進行組合、編輯色彩、改變臉的圖像，然後編輯角色的名字和角色的簡介，最後打造出屬於玩家自己的角色而用在實戰上，是這款2D對戰格鬥遊戲的最大特徵。除此之外，玩家還可以編輯背景場地、創造遊戲故事（此外有背景素材可以讓《Di Gi Charat》的角色出現在場地背景中）。

## 登場人物
矢都築轍／空手道家（聲：小野澤信）
「王道的主人翁」類型。無論與任何角色戰鬥都相提並論。其角色技能上擁有王道招式可以使用，調整相當容易。
凱·米特尼克／騎士（聲：高橋龍二）
具有相當強的防空和飛行道具，也可以上下進行攻擊。其角色技能上擁有招式包括指令招式和空中招式可以使用，但基本上也有許多用在專門進攻的招式。
希雅·陳／功夫（聲：河野智美）
擁有許多充滿速度感的招式可以玩弄對手。相反的，其招式威力上有些遜色。
鴫原愛／女高中生A（聲：疋田典子）
有許多可以比如召喚物體，攻擊能力有點弱，乍看之下有許多招式會出其不意地會出現異常物體在畫面上。
在被角色技能方式中會被覆蓋的陣容中，卻是個具有強烈個性的角色。
奧田圭／女高中生B（聲：前田望）
擅長防身術和中距離飛行道具及重擊，擁有相當適用於上級玩家輸入的招式，擅長防守。
巴特里·工藤／摔角手（聲：紺野友樹）
力量型角色，以突進技和投擲技為主。也有擁有一些飛行道具。
L·BISS／機器人（聲：無）
因為有很多導彈、雷射、防空射擊和飛出導彈的飛行道具，其角色技能上是一個可以展開長距離攻擊的角色。

## 製作人員
- 製作人：渡邊靖
- 導演／遊戲設計：福士光昭
- 程序：米謙
- CG：宇都木正人、仲野道久、北村徹夫、池永大輔、釣崎力、骨凡太、上岡加代、上野祐司、福士光昭、國政弘昌、原田英樹
- CG技術動作作畫：宇都木正人、仲野道久、池永大輔、北村徹夫、骨凡太
- 背景設計：北村徹夫
- 動作程序：福士光昭、釣崎力、川瀨尚男、宇都木正人
- CG製作協力：神樂、ZEN
- 動作總監：板野一郎
- 人物設定／作畫監督：福世孝明
- 機械設計／機械作畫監督：川原智弘
- 原畫：福世孝明、川原智弘、嶋田俊彥、山岸徹一、谷圭司、中村基、菊地勉、渡邊律子
- 動畫：筆明規、渡部要、羽田浩二、岩永由紀子、山崎真貴子
- 動畫檢查：福世孝明、川原智弘
- 背景美術：木村真二（日语：木村真二）、（長尾仁、前田實、東厚治、宮川一男、小川仁美）
- 動畫製作管理：宮下研史
- 音響：X10D（ハラシマノリクニ、Mi2）
- 角色分配協力：東京遊戲設計師學院（日语：東京ゲームデザイナー学院）
- 聲音錄製：T's MUSIC Studio
- 標題設計：尾崎好宏（2ing）
- 客串角色：Di Gi Charat（©BROCCOLI）
- 助理製作人：富松光
- 宣傳：阿倍尚希
- 市場行銷：宮內英、內田真通、柳澤健次、上田若之
- 包裝&軟體手冊製作：SMC（永瀨隆造、伊藤亞紀）、（平田洋、安部朋實）
- 製作協力：福田陽平、枡田裕也、鈴木秀幸、坪田淳、西岡智美、石川浩子
- 著作：INCREMENT P（日语：インクリメント・ピー）、OUTBACK、D·A·S·T
- 製作：INCREMENT P

## 外部連結
- PlayStation公式官網 格鬥野郎 ～Fighting Game Creator～（PlayStation Archives版） （页面存档备份，存于） （日語）